# Cabana de Bergantiños
Cabana de Bergantiños là đô thị của Tây Ban Nha ở tỉnh A Coruña trong cộng đồng tự trị của Galicia.